# 武汉新港
武汉新港是中國湖北省规划建设的港口群，由原武漢港和黃岡市、鄂州市、咸寧市的部分港區組成。規劃港口岸線548.2公里，其中長江岸線435.3公里，漢江岸線112.9公里，港區規劃用地3225萬平方米。